# برازين (الأردن)
برازين هي تقسيم تنظيمي يقع جنوب غرب محافظة العاصمة ، الأردن. وهو يشكل منطقة الخضراء ضمن محافظة العاصمة تبلغ مساحة حوض برازين ما يقارب 214229.10000000001 متر مربع.

## التاريخ
تأسست برازين الحديثة في سبعينيات القرن التاسع عشر عندما منح العثمانيون أراضيها لرئيس قبيلة بني صخر، فندي الفايز، وابنه سطام ، والد مثقال الفايز، الذي أصبح أيضًا مالكًا رئيسيًا للأراضي في شرق الأردن. بدأت زراعة القرية أثناء مُلكية الأسرة، قبل عملية توطين مأدبا عام 1880 على يد مسيحيين محليين. تم ذكر برازين كواحدة من تسع مزارع مملوكة للبدو في منطقة البلقاء في شرق الأردن عام 1883 حيث اقتصرت عملية التوطين بشكل كبير على بلدة السلط خلال القرنين السابقين. في بداية القرن العشرين، اشترى القرويون من لفتا بالقرب من القدس أراضٍ في برازين. في عام 1932 عرض مثقال الفايز على الوكالة اليهودية رهن أراضيه في برازين مقابل قرض.